# From Argonavis/Diskografie
Diese Diskografie ist eine Übersicht über alle musikalischen Werke, die durch die fiktiven Gruppen des Franchise From Argonavis, welches bis 2021 zum BanG-Dream!-Projekt gehörte, veröffentlicht wurden.

## Diskografie

### Argonavis

#### Studioalben
| Jahr | Titel             | Höchstplatzierung, Gesamtwochen, AuszeichnungChartsChartplatzierungen (Jahr, Titel, Platzierungen, Wochen, Auszeichnungen, Anmerkungen) | Anmerkungen                                        |
| Jahr | Titel             | JP | Anmerkungen                                        |
| ---- | ----------------- | --- | -------------------------------------------------- |
| 2020 | Voice / Manifesto | JP31 (8 Wo.)JP | Erstveröffentlichung: 15. Januar 2020 mit Gyroaxia |
| 2020 | Starry Line       | JP3 (3 Wo.)JP | Erstveröffentlichung: 12. August 2020              |
| 2022 | Cyan              | JP20 (2 Wo.)JP | Erstveröffentlichung: 25. Mai 2022                 |

#### Singles
| Jahr | Titel Album                | Höchstplatzierung, Gesamtwochen, AuszeichnungChartsChartplatzierungen (Jahr, Titel, Album, Platzierungen, Wochen, Auszeichnungen, Anmerkungen) | Anmerkungen                                          |
| Jahr | Titel Album                | JP | Anmerkungen                                          |
| ---- | -------------------------- | --- | ---------------------------------------------------- |
| 2019 | ゴールライン –             | JP34 (6 Wo.)JP | Erstveröffentlichung: 20. Februar 2019               |
| 2019 | Starting Over / (ギフト) – | JP34 (8 Wo.)JP | Erstveröffentlichung: 21. August 2019                |
| 2020 | 星がはじまる –             | JP17 (15 Wo.)JP | Erstveröffentlichung: 29. April 2020                 |
| 2021 | Junction / Y –             | JP16 (3 Wo.)JP | Erstveröffentlichung: 26. Mai 2021                   |
| 2021 | 可能性 / Stand by me!! –   | JP12 (3 Wo.)JP | Erstveröffentlichung: 14. Juli 2021                  |
| 2021 | きっと僕らは/火花散ル –    | JP11 (3 Wo.)JP | Erstveröffentlichung: 17. November 2021 mit Gyroaxia |

### Gyroaxia

#### Studioalben
| Jahr | Titel     | Höchstplatzierung, Gesamtwochen, AuszeichnungChartsChartplatzierungen (Jahr, Titel, Platzierungen, Wochen, Auszeichnungen, Anmerkungen) | Anmerkungen                            |
| Jahr | Titel     | JP | Anmerkungen                            |
| ---- | --------- | --- | -------------------------------------- |
| 2021 | One       | JP10 (4 Wo.)JP | Erstveröffentlichung: 17. März 2021    |
| 2022 | Freestyle | JP8 (2 Wo.)JP | Erstveröffentlichung: 23. Februar 2022 |

#### Singles
| Jahr | Titel Album                  | Höchstplatzierung, Gesamtwochen, AuszeichnungChartsChartplatzierungen (Jahr, Titel, Album, Platzierungen, Wochen, Auszeichnungen, Anmerkungen) | Anmerkungen                         |
| Jahr | Titel Album                  | JP | Anmerkungen                         |
| ---- | ---------------------------- | --- | ----------------------------------- |
| 2020 | Scatter –                    | JP11 (6 Wo.)JP | Erstveröffentlichung: 10. Juni 2020 |
| 2021 | Without Me / Break It Down – | JP9 (3 Wo.)JP | Erstveröffentlichung: 14. Juli 2021 |

## Statistik

### Chartauswertung
|                     | JP    |
| ------------------- | ----- |
| Nummer-eins-Alben   | JP—JP |
| Top-10-Alben        | JP3JP |
| Alben in den Charts | JP5JP |

|                       | JP    |
| --------------------- | ----- |
| Nummer-eins-Singles   | JP—JP |
| Top-10-Singles        | JP1JP |
| Singles in den Charts | JP8JP |